# Diocesi di Faseli

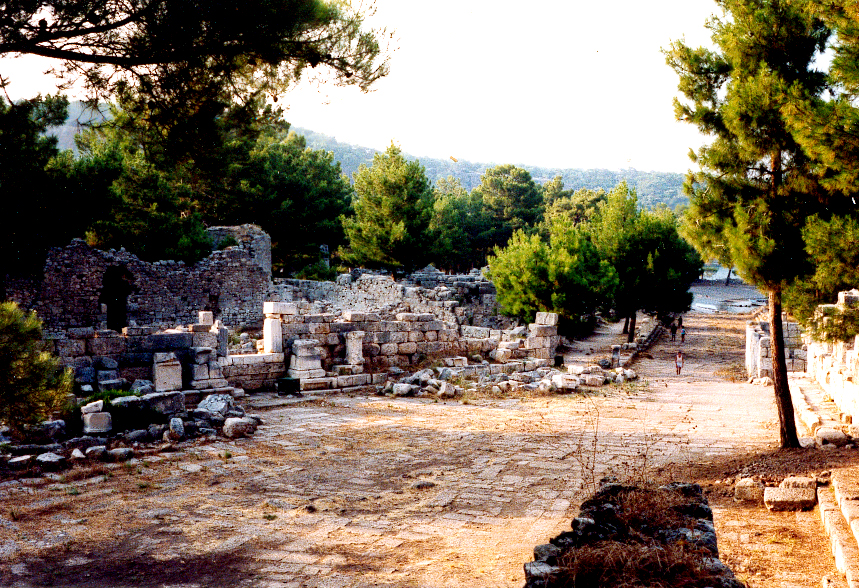
Resti di Faselide.

La diocesi di Faseli (in latino: Dioecesis Phaselitana) è una sede soppressa del patriarcato di Costantinopoli e una sede titolare della Chiesa cattolica.

## Storia
Faseli, identificabile con le rovine nei pressi di Tekirova nell'odierna Turchia, è un'antica sede episcopale della provincia romana di Licia nella diocesi civile di Asia. Faceva parte del patriarcato di Costantinopoli ed era suffraganea dell'arcidiocesi di Mira.
La diocesi è documentata nelle Notitiae Episcopatuum del patriarcato di Costantinopoli fino al X secolo.
Sono tre i vescovi noti di quest'antica sede vescovile. Romano prese parte al primo concilio di Costantinopoli nel 381; Fronto partecipò al concilio di Calcedonia nel 451. Aristodemo sottoscrisse nel 458 la lettera dei vescovi della Licia all'imperatore Leone dopo la morte del patriarca Proterio di Alessandria. Al secondo concilio di Nicea nel 787 il vescovo era assente, e gli atti conciliari furono sottoscritti, al suo posto, dal diacono Giovanni.
Dal XIX secolo Faseli è annoverata tra le sedi vescovili titolari della Chiesa cattolica; la sede è vacante dal 27 luglio 1970. Finora l'unico titolare è stato José Candido Piñol y Batres, già vescovo di Granada in Nicaragua.

## Cronotassi

### Vescovi greci
- Romano † (menzionato nel 381)
- Fronto † (menzionato nel 451)
- Aristodemo † (menzionato nel 458)
- Anonimo † (menzionato nel 787)

### Vescovi titolari
- José Candido Piñol y Batres † (10 luglio 1915 - 27 luglio 1970 deceduto)